# Сержіо Клаудіо дос Сантос
Сержіо Клаудіо дос Сантос (порт. Sérgio Cláudio dos Santos), більш відомий як Сержіньйо (порт. Serginho, нар. 27 червня 1971, Нілополіс) — колишній бразильський футболіст, що грав на позиції захисника та півзахисника.
Виступав, зокрема, за «Мілан», у складі якого став дворазовим переможцем Ліги чемпіонів УЄФА, дворазовим володарем Суперкубка УЄФА, клубним чемпіоном світу, чемпіоном Італії, володарем Кубка Італії та володарем Суперкубка Італії. Також виступав за національну збірну Бразилії, у складі якої був переможцем Кубка Америки.

## Клубна кар'єра
У дорослому футболі дебютував 1992 року виступами за команду клубу «Ітаперуна», в якій провів один сезон. Протягом першої половини 1994 року виступав за «Баїю», де став чемпіоном однойменного штату.
В липні 1994 року став гравцкм «Фламенго», але вже через півроку перебрався в «Крузейру», з яким зайняв третє місце в чемпіонаті Бразилії.
В березні 1998 року перейшов до «Сан-Паулу». У новому клубі 1998 року він здобув перемогу в Лізі Пауліста. 1999 року зайняв місце Денілсона, який відправився в іспанський «Бетіс». Того року він забив 9 голів у Лізі Пауліста і став одним з найкращих гравців в таких важливих матчах як «Сан-Паулу» — «Палмейрас» (5:1), де він відзначився хет-триком та одним гольовим пасом.
Влітку 1999 року перейшов до італійського «Мілана», який придбав бразильця за 18 мільярдів лір. У Серії А дебютував 12 вересня 1999 року у грі проти «Перуджі» (3:1), а на європейській арені у матчі Ліги Чемпіонів проти «Галатасараю» (2:1) 21 вересня того ж року.
2003 року складі «россонері» Сержіньйо здобув перемогу в Лізі Чемпіонів у фінальному матчі на «Олд Траффорд» у Манчестері проти «Ювентуса», реалізувавши перший удар міланців в серії післяматчевих пенальті. Того ж року разом з командою завоював Кубок Італії, відзначившись двома з чотирьох забитих голів в ворота «Роми» у фінальному поєдинку, та Суперкубок УЄФА, де всю гру провів на лаві запасних.
У сезоні 2003-04 завоював Скудетто, рідко виходячи в основному складі міланської команди, але постійно на заміну. У наступному сезоні на початку був менш затребуваний в команді, але в другій частині чемпіонату став вирішальним гравцем, приносив величезну користь «Мілану» практично в кожному матчі. В 2005 році у віці 34 року він проводить один з найвдаліших сезонів в Італії на позиції лівого захисника, яка не є його рідною, але тим не менш, бразилець показує себе з найкращої сторони. У тому ж році «Мілан» знову бере участь в фіналі Ліги Чемпіонів у Стамбулі проти «Ліверпуля», цього разу, програвши в серії післяматчевих пенальті, в якій удар Сержіньйо прийшовся в поперечину.
У травні 2007 Сержіньйо здобув свою другу перемогу в Лізі Чемпіонів, але в цьому розіграші взяв безпосередню участь лише в двох матчах: в матчі кваліфікації «Црвеною Звездою» та поєдинку плей-оф з мюнхенською «Баварією» 5 грудня 2006 року, після якого отримав грижу та подальшу операцію, що залишила бразильця поза футболом майже на весь сезон. Після хірургічного втручання знову вийшов на поле в матчі проти «Емполі» (3:1) 7 квітня 2007 у віці 36 років.
Через нові ушкодження, отримані в сезоні 2007-08, в лютому Сержіньйо відкликали зі списку заявлених на Лігу Чемпіонів, щоб включити замість ветерана іншого бразильця — молодого нападника Алешандре Пату. 16 травня 2008 року, під час телепередачі «Segni Particolari» на Milan Channel, Сержіньйо і його співвітчизник Кафу повідомили про розставання з «Міланом». 18 травня він дограв останні хвилини в матчі проти «Удінезе» 4-1, який став 281-об грою бразильця в складі «россонері», і після фінального свистка, спілкуючись з журналістами він не приховував свого хвилювання. Всього за міланський клуб футболіст провів 9 сезонів, після чого завершив професійну кар'єру футболіста.

## Виступи за збірну
23 вересня 1998 року дебютував в офіційних матчах у складі національної збірної Бразилії в товариському матчі проти збірної Югославії (1:1).
У збірній Бразилії Сержіньйо завжди залишався в тіні Роберто Карлоса. Влітку 1999 року, у відсутності останнього, Сержіньйо був включений до заявки збірної на розіграш Кубка Америки у Парагваї, здобувши того року титул континентального чемпіона, а через місяць — на Кубок конфедерацій у Мексиці, де разом з командою здобув «срібло» і забив у фіналі господарям турніру, що став його єдиним у кар'єрі.
Протягом кар'єри у національній команді, яка тривала 4 роки, провів у формі головної команди країни 10 матчів, забивши 1 гол.

## Статистика виступів

### Статистика клубних виступів
| Сезон                 | Команда               | Чемпіонат             | Чемпіонат | Чемпіонат | Національний кубок | Національний кубок | Національний кубок | Континентальні кубки | Континентальні кубки | Континентальні кубки | Інші змагання | Інші змагання | Інші змагання | Усього | Усього |
| Сезон                 | Команда               | Ліга                  | Ігор      | Голів     | Ліга               | Ігор               | Голів              | Ліга                 | Ігор                 | Голів                | Ліга          | Ігор          | Голів         | Ігор   | Голів  |
| --------------------- | --------------------- | --------------------- | --------- | --------- | ------------------ | ------------------ | ------------------ | -------------------- | -------------------- | -------------------- | ------------- | ------------- | ------------- | ------ | ------ |
| 1992                  | «Ітаперуна»           | B (ІІ)                | ?         | ?         | —                  | —                  | —                  | —                    | —                    | —                    | —             | —             | —             | ?      | ?      |
| 1993                  | «Ітаперуна»           | B (ІІ)                | ?         | ?         | —                  | —                  | —                  | —                    | —                    | —                    | —             | —             | —             | ?      | ?      |
| Усього за «Ітаперуну» | Усього за «Ітаперуну» | Усього за «Ітаперуну» | ?         | ?         |                    | —                  | —                  |                      | —                    | —                    | —             | —             | —             | ?      | ?      |
| січ.-чер. 1994        | «Баїя»                | ЛБ                    | ?         | ?         | КБ                 | 2                  | 1                  | —                    | —                    | —                    | —             | —             | —             | 2+     | 1+     |
| чер.-гру. 1994        | «Фламенго»            | A                     | 9         | 0         | —                  | —                  | —                  | СЛ                   | 1                    | 0                    | КР            | 2             | 0             | 12     | 0      |
| 1995                  | «Крузейру»            | A                     | 15        | 1         | КБ                 | 5                  | 0                  | СЛ+ЗК                | 5+2                  | 0                    | —             | —             | —             | 27     | 1      |
| січ.-бер. 1996        | «Крузейру»            | —                     | —         | —         | КБ                 | 1                  | 0                  | —                    | —                    | —                    | —             | —             | —             | 1      | 0      |
| Усього за «Крузейру»  | Усього за «Крузейру»  | Усього за «Крузейру»  | 15        | 1         |                    | 6                  | 0                  |                      | 7                    | 0                    |               | —             | —             | 28     | 1      |
| бер.-гру. 1996        | «Сан-Паулу»           | ЛП+A                  | 14+20     | 0+2       | —                  | —                  | —                  | ЗК+СЛ                | 1+2                  | 0+1                  | —             | —             | —             | 37     | 3      |
| 1997                  | «Сан-Паулу»           | ЛП+A                  | 19+19     | 3+0       | КБ                 | 3                  | 0                  | СЛ                   | 9                    | 0                    | ТРСП          | 5             | 0             | 55     | 3      |
| 1998                  | «Сан-Паулу»           | ЛП+A                  | 9+20      | 1+4       | КБ                 | 5                  | 0                  | КМ                   | 5                    | 0                    | ТРСП          | 8             | 1             | 47     | 6      |
| січ.-чер. 1999        | «Сан-Паулу»           | ЛП                    | 14        | 7         | КБ                 | 3                  | 2                  | —                    | —                    | —                    | ТРСП          | 8             | 4             | 25     | 13     |
| Усього за «Сан-Паулу» | Усього за «Сан-Паулу» | Усього за «Сан-Паулу» | 56+59     | 11+6      |                    | 11                 | 2                  |                      | 17                   | 1                    |               | 21            | 5             | 164    | 25     |
| 1999-00               | «Мілан»               | A                     | 24        | 2         | КІ                 | 2                  | 0                  | ЛЧ                   | 5                    | 0                    | —             | —             | —             | 31     | 2      |
| 2000-01               | «Мілан»               | A                     | 21        | 4         | КІ                 | 5                  | 0                  | ЛЧ                   | 11                   | 1                    | —             | —             | —             | 37     | 5      |
| 2001-02               | «Мілан»               | A                     | 27        | 4         | КІ                 | 4                  | 0                  | КУЄФА                | 8                    | 1                    | —             | —             | —             | 39     | 5      |
| 2002-03               | «Мілан»               | A                     | 21        | 3         | КІ                 | 4                  | 2                  | ЛЧ                   | 13                   | 1                    | —             | —             | —             | 38     | 6      |
| 2003-04               | «Мілан»               | A                     | 20        | 0         | КІ                 | 5                  | 0                  | ЛЧ                   | 7                    | 0                    | СІ            | 1             | 0             | 33     | 0      |
| 2004-05               | «Мілан»               | A                     | 22        | 5         | КІ                 | 3                  | 1                  | ЛЧ                   | 6                    | 0                    | СІ            | 1             | 0             | 32     | 6      |
| 2005-06               | «Мілан»               | A                     | 33        | 0         | КІ                 | 3                  | 0                  | ЛЧ                   | 11                   | 0                    | —             | —             | —             | 47     | 0      |
| 2006-07               | «Мілан»               | A                     | 6         | 0         | КІ                 | 0                  | 0                  | ЛЧ                   | 3                    | 0                    | —             | —             | —             | 9      | 0      |
| 2007-08               | «Мілан»               | A                     | 11        | 0         | КІ                 | 1                  | 0                  | ЛЧ                   | 3                    | 0                    | —             | —             | —             | 15     | 0      |
| Усього за «Мілан»     | Усього за «Мілан»     | Усього за «Мілан»     | 185       | 18        |                    | 27                 | 3                  |                      | 67                   | 3                    |               | 2             | 0             | 281    | 24     |
| Усього за кар'єру     | Усього за кар'єру     | Усього за кар'єру     | 324       | 36        |                    | 46                 | 6                  |                      | 92                   | 4                    |               | 25            | 5             | 487    | 51     |

### Статистика виступів за збірну
| Дата       | Місто            | Господарі      | Результат | Гості             | Турнір                             | Голи | Примітки       |
| ---------- | ---------------- | -------------- | --------- | ----------------- | ---------------------------------- | ---- | -------------- |
| 23/09/1998 | Сан-Луїс         | Бразилія       | 1 – 1     | Югославія         | товариський матч                   | -    |                |
| 14/10/1998 | Вашингтон        | Бразилія       | 5 – 1     | Еквадор           | товариський матч                   | -    |                |
| 18/11/1998 | Форталеза        | Бразилія       | 5 – 1     | Росія             | товариський матч                   | -    |                |
| 28/03/1999 | Сеул             | Південна Корея | 1 – 0     | Бразилія          | товариський матч                   | -    |                |
| 30/06/1999 | Сьюдад-дель-Есте | Бразилія       | 7 – 0     | Венесуела         | Копа Америка 1999 - 1-й етап       | -    |                |
| 24/07/1999 | Ґвадалахара      | Бразилія       | 4 – 0     | Німеччина         | Кубок Конфедерацій 1999 - 1-й етап | -    |                |
| 28/07/1999 | Ґвадалахара      | Бразилія       | 1 – 0     | США               | Кубок Конфедерацій 1999 - 1-й етап | -    |                |
| 01/08/1999 | Ґвадалахара      | Бразилія       | 8 – 2     | Саудівська Аравія | Кубок Конфедерацій 1999 - півфінал | -    |                |
| 04/08/1999 | Мехіко           | Мексика        | 4 – 3     | Бразилія          | Кубок Конфедерацій 1999 - фінал    | 1    | Срібний призер |
| 07/11/2001 | Ла-Пас           | Болівія        | 3 – 1     | Бразилія          | Відбір до ЧС 2002                  | -    |                |
| Усього     |                  | Матчів         | 10        |                   | Голів                              | 1    |                |

## Титули і досягнення
- Переможець Ліги Баїяно (1):

«Баїя»: 1994
- Переможець Ліги Пауліста (1):

«Сан-Паулу»: 1998
- Володар Кубка Італії (1):

«Мілан»: 2002-03
- Чемпіон Італії (1):

«Мілан»: 2003-04
- Володар Суперкубка Італії з футболу (1):

«Мілан»: 2004
- Переможець Ліги чемпіонів УЄФА (2):

«Мілан»: 2002-03, 2006-07
- Володар Суперкубка УЄФА (2):

«Мілан»: 2003, 2007
- Клубний чемпіон світу (1):

«Мілан»: 2007
- Володар Кубка Америки (1):

Бразилія:1999